# Saison 2 de Big Mouth
Chronologie
Saison 1 Saison 3
Cet article présente les dix épisodes de la saison 2 de la série animée Big Mouth.

## Synopsis
Nick et Andrew, sont élèves en 5e et approchent rapidement de la puberté. Travaillés par leur excès d'hormones, ils n'ont qu'une chose en tête : le sexe ! Les deux amis vont alors découvrir ensemble l'éveil à la sexualité aidés d'un Hormone-Monster, un monstre accro aux plaisirs charnels, venant tout droit de leur subconscient.

## Distribution

### Acteurs principaux
- Nick Kroll : Nick Birch / Steve / Lola/Maurice / l’Hormone Monster / La statue de la liberté / Joe Walsh
- John Mulaney : Andrew Glouberman / Mint / Le grand-père d’Andrew
- Jessi Klein : Jessi Glaser
- Jason Mantzoukas : Jay Bilzerian / Le fantôme de Socrates / Guy Bilzerian
- Jenny Slate : Missy
- Fred Armisen : Elliot Birch / Le fantôme d’Antonin Scalia / Le chauffeur de bus / Starvos
- Maya Rudolph : Diane Birch / Connie / l’Hormone Monster de Connie / Bath Mat / Le fantôme d’ Elizabeth Taylor / Le fantôme de Whitney Houston
- Jordan Peele : Le fantôme de Duke Ellington et de Freddie Mercury / Atlanta Claus / DJ / Cyrus / Patrick Ewing
- Gina Rodriguez : Gina
- David Thewlis : Le sorcier de la honte

### Voix françaises
- Maxime Van Santfoort : Andrew
- Nicolas Matthys : Nick
- Fanny Roy : Jessi
- Grégory Praet : Jay
- Pierre Bodson : le fantôme de Duke Ellington
- Jean-Michel Vovk : Maurice, le monstre hormonal
- Stéphane Excoffier : Connie, l'hormone monstress
- Nancy Philippot : Missy
- Franck Dacquin : Elliot
- Philippe Allard : entraîneur Steve
- Micheline Tziamalis : Shannon, mère de Jessi
- David Manet : Greg, père de Jessi

## Liste des épisodes
1. Suis-je normal ? (Am I Normal?)
2. La Fièvre du nichon (What is it About Boobs?)
3. Le Sorcier de la honte (The Shame Wizard)
4. Steve le puceau (Steve the Virgin)
5. Pleins feux sur le planning (The Planned Parenthood Show)
6. Bad trip (Drug Buddies)
7. Mec ville (Guy Town)
8. Éclipse de nichon (Dark Side of the Boob)
9. Bécoter ou partager ! (Smooch or Share)
10. Le Département de la puberté (The Department of Puberty)